# جان سوليفان (شاعر)
جان سوليفان (بالفرنسية: Jean Sulivan)‏ هو كاتب وشاعر فرنسي، ولد في 30 أكتوبر 1913 في Montauban-de-Bretagne ‏ في فرنسا، وتوفي في 16 فبراير 1980 في باريس في فرنسا.